# أوتريدين غوندغما
أوتريدين غوندغما (بالمنغولية: Отрядын Гүндэгмаа) (من مواليد 23 مايو 1978) هي رامية من منغوليا.
شاركت في دورة الألعاب الآسيوية 2006 في الدوحة بقطر.

## روابط خارجية
- أوتريدين غوندغما على موقع الاتحاد الدولي (الإنجليزية)
- أوتريدين غوندغما على موقع اللجنة الأولمبية الدولية (الإنجليزية)
- أوتريدين غوندغما على موقع أوليمبيديا (الإنجليزية)